# Paviljoen (bouwwerk)

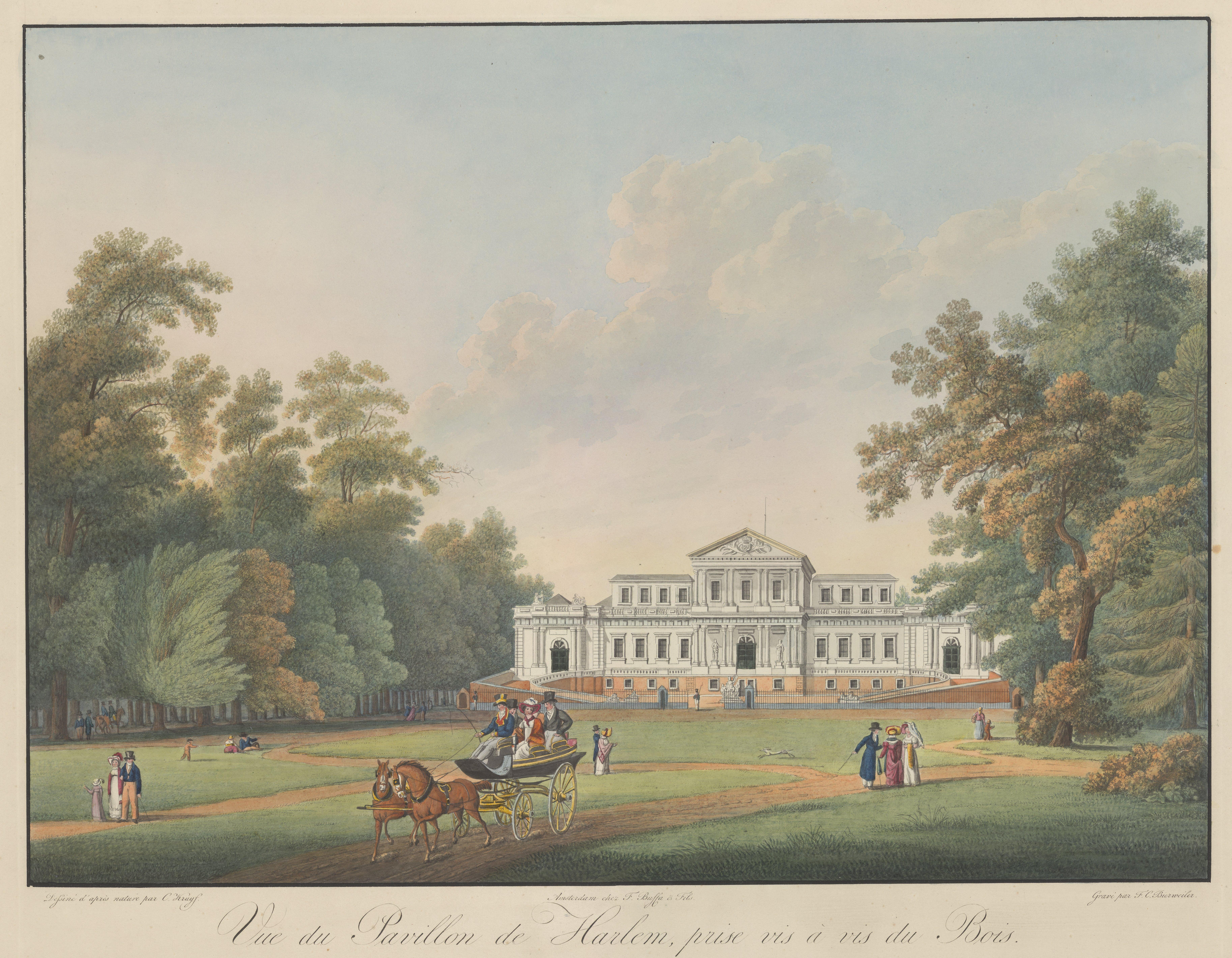
Paviljoen Welgelegen omstreeks 1810. Anno 2016 is dit het provinciehuis van Noord-Holland en loopt de N205 voorlangs.

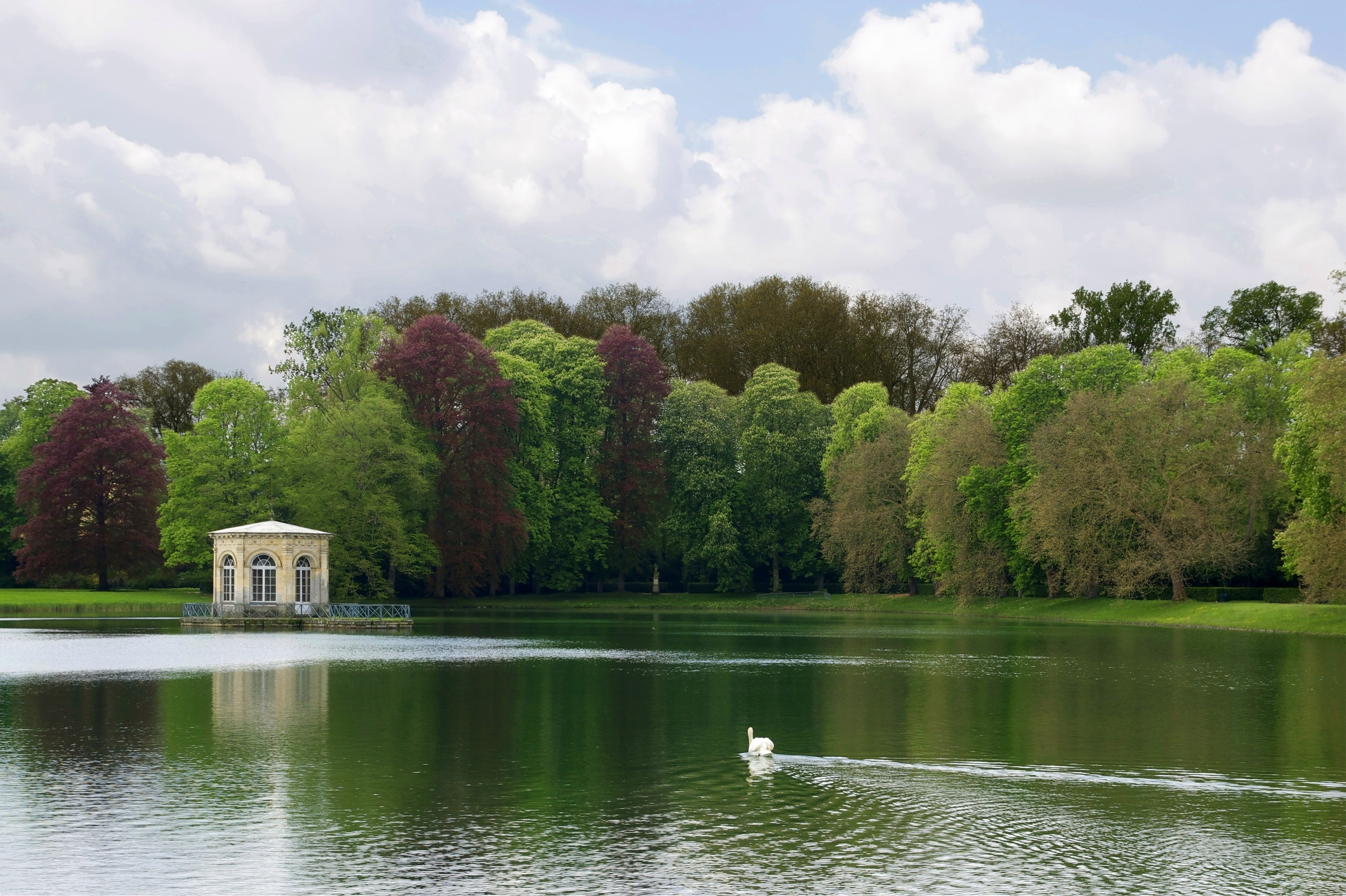
Prieel in de Karpervijver van het Kasteel van Fontainebleau, gebouwd voor Hendrik IV.

Een paviljoen (van het Franse pavillon) is in de architectuur en stedenbouwkunde een losstaand, autonoom bouwwerk of bijgebouw. Oorspronkelijk duidt de term paviljoen op een bouwwerk voor ontspanning of vermaak, maar de term is in het Nederlands uitgebreid naar uiteenlopende ruimtes die gekenmerkt worden door een eigenheid in vorm, functie en gebruik. Paviljoens worden gebruikt voor bijeenkomsten, tentoonstellingen, informatieverstrekking, horecavoorzieningen et cetera. Bij grote exposities, zoals wereldtentoonstellingen, worden de ruimtes van de exposanten veelal aangeduid als landenpaviljoens en bedrijfspaviljoens. Ook een inpandige, afgescheiden ruimte kan als paviljoen aangeduid worden.
Paviljoens kunnen zeer in grootte verschillen. Zo is het Banqueting House in Londen oorspronkelijk een paviljoen in het paleizencomplex van Whitehall en is het Royal Pavilion in Brighton eigenlijk een enorm buitenpaleis. Met kleine bouwwerken zoals prieeltjes, theehuisjes muziekkoepels en veel jachthuizen hebben ze gemeen, dat ze voor ontspanning en vermaak gebouwd werden. 
Het paviljoen is een nationaal symbool van Thailand. 

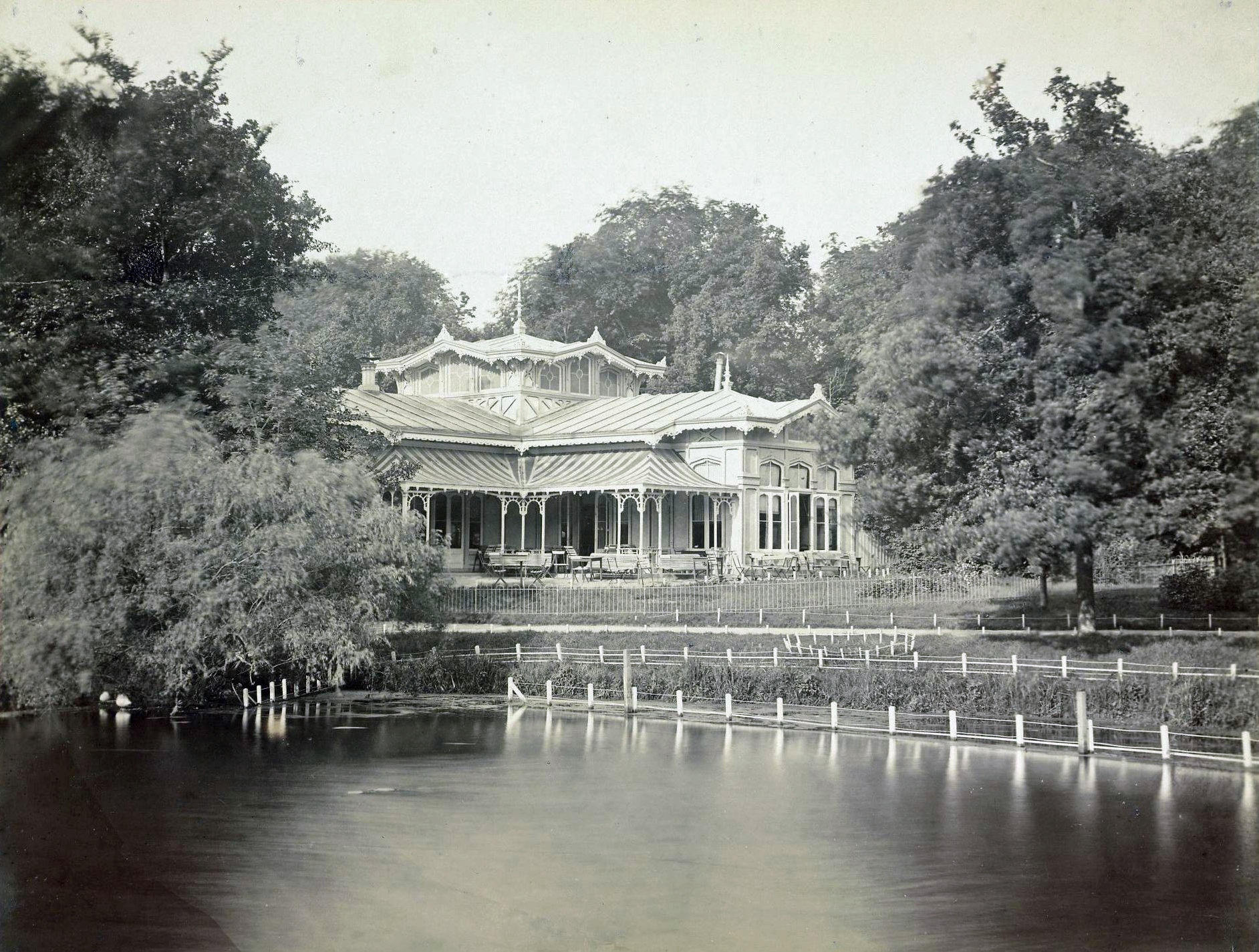
Sociëteitspaviljoen van Musis Sacrum in Leiden (gesloopt)
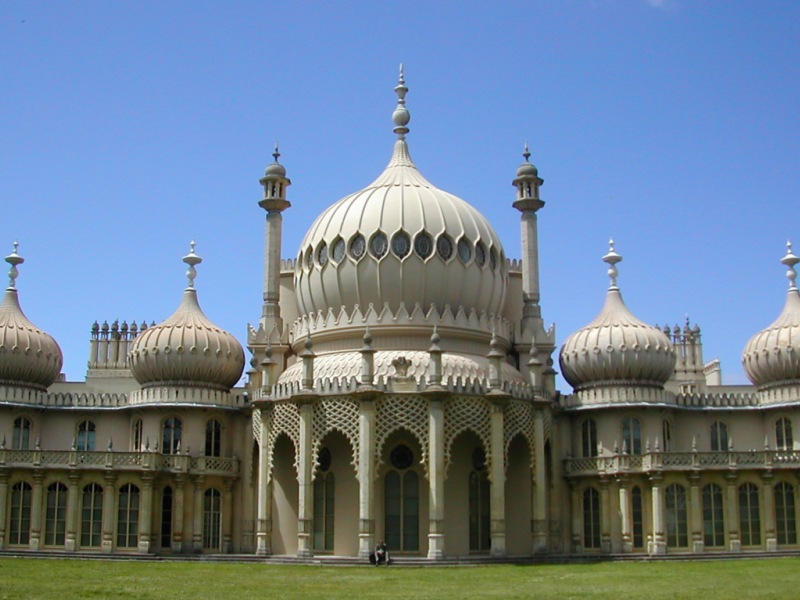
Het Royal Pavilion in Brighton
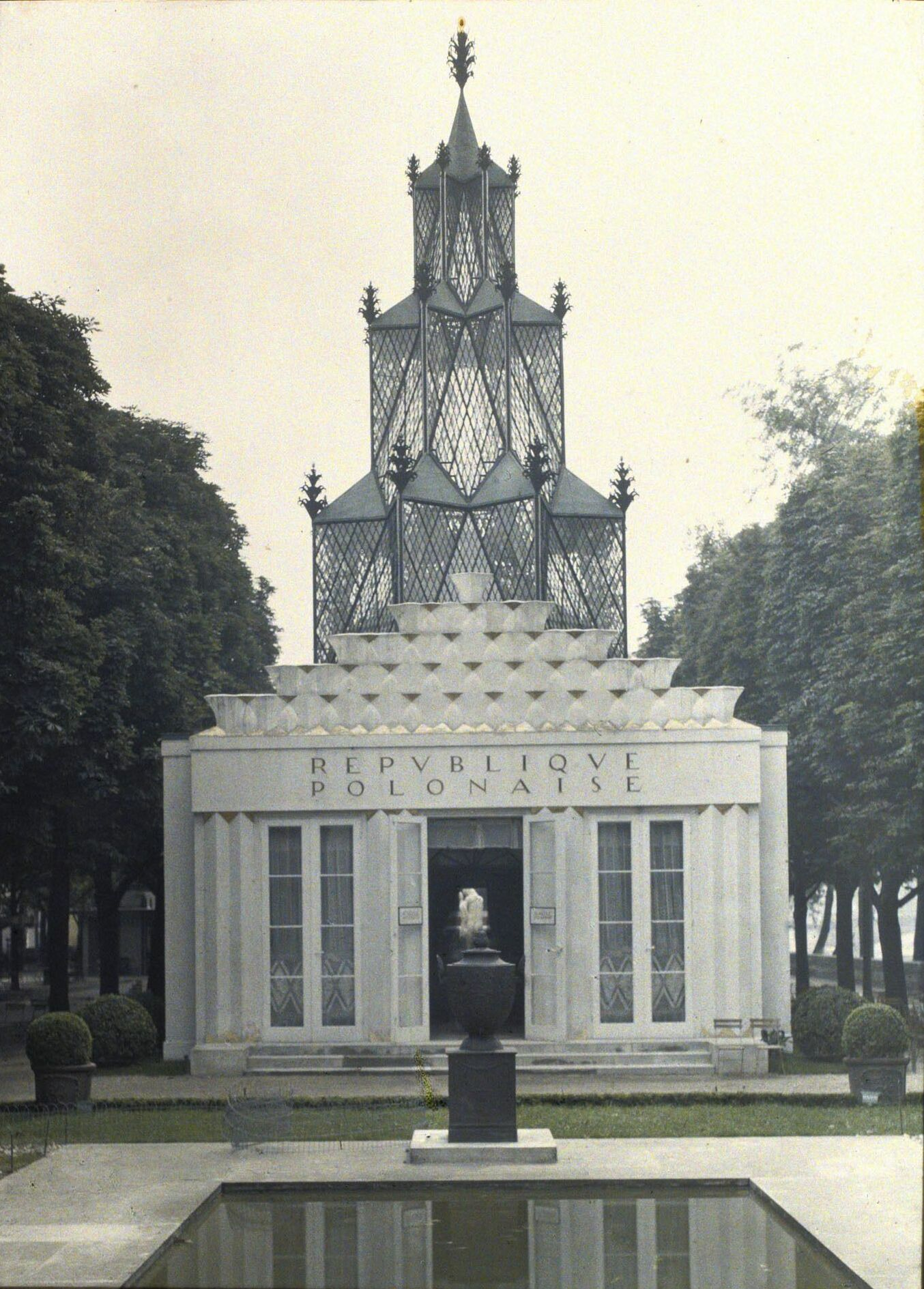
Pools paviljoen op de Wereldtentoonstelling van 1925 in Parijs. Art deco voorbeeld.
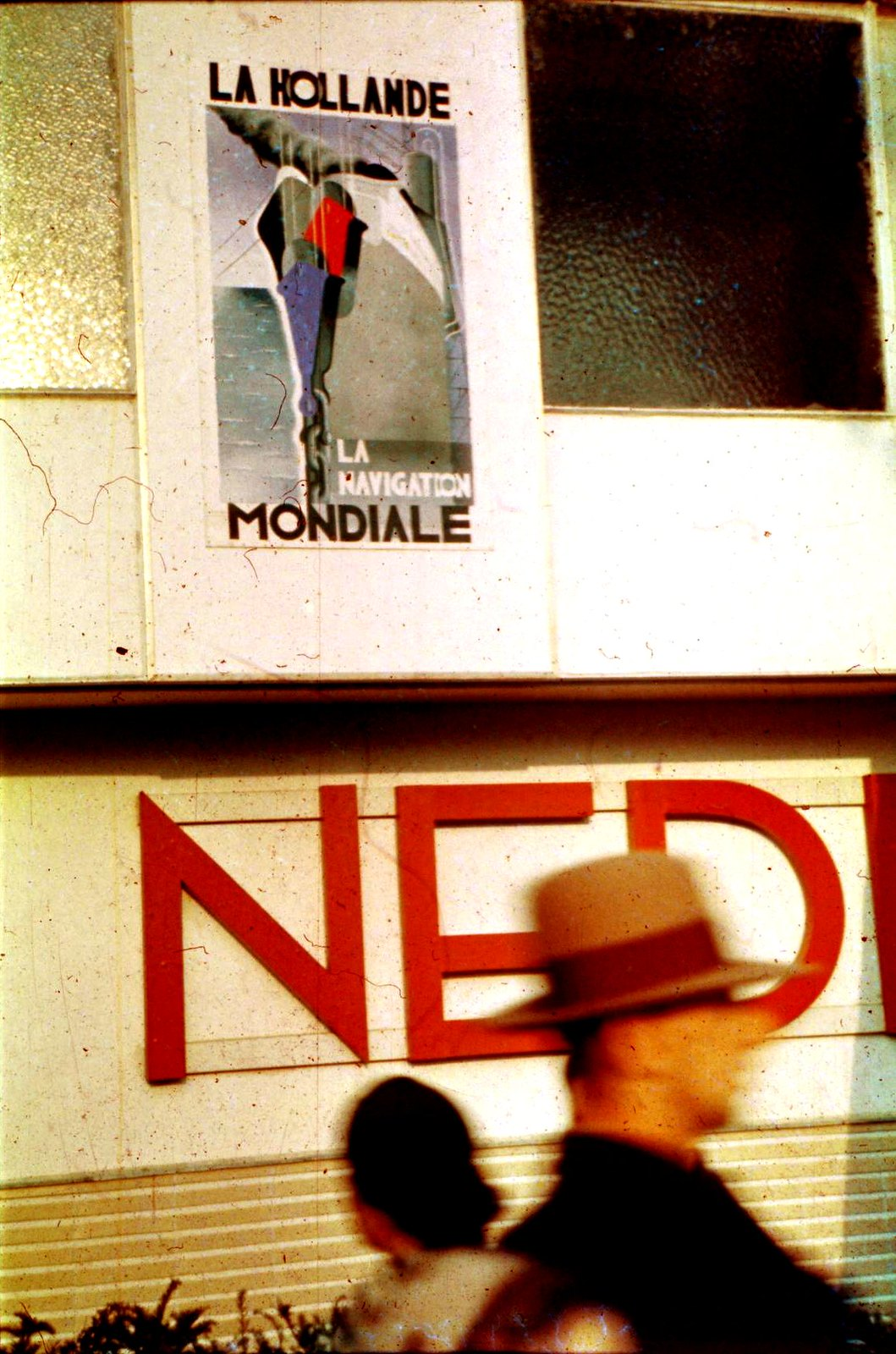
Nederlands paviljoen op de Wereldtentoonstelling van 1937 in Parijs
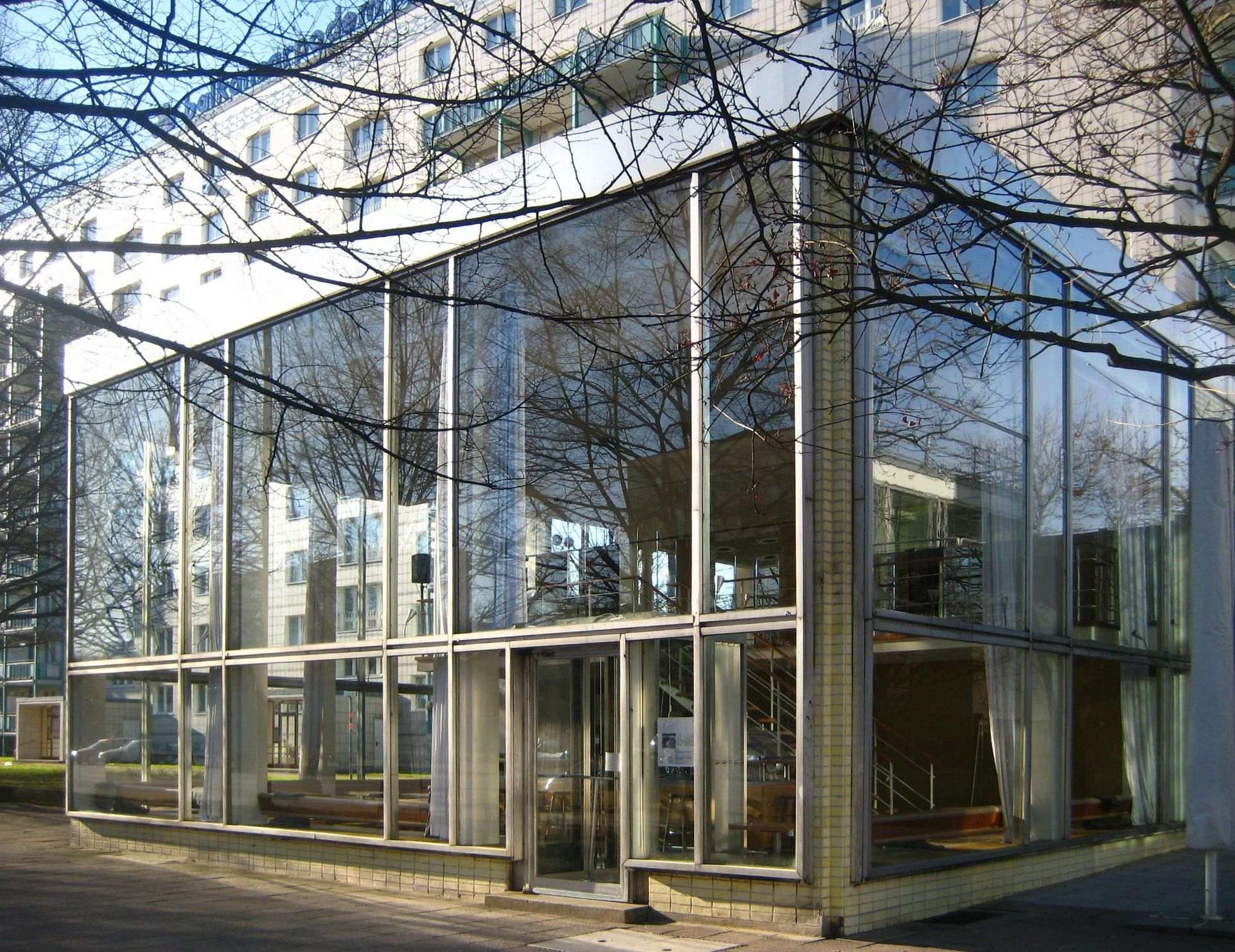
Modernistisch paviljoen "Bar Babette" in Oost-Berlijn (jaren 60) met zichtbare glazen vliesgevel
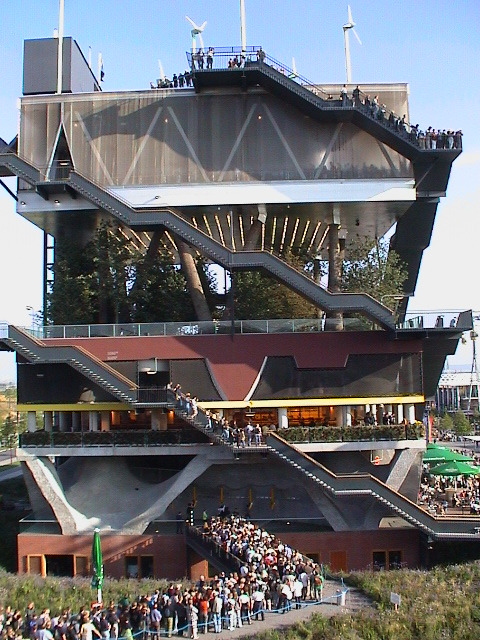
Nederlands paviljoen op de Expo 2000 in Hannover
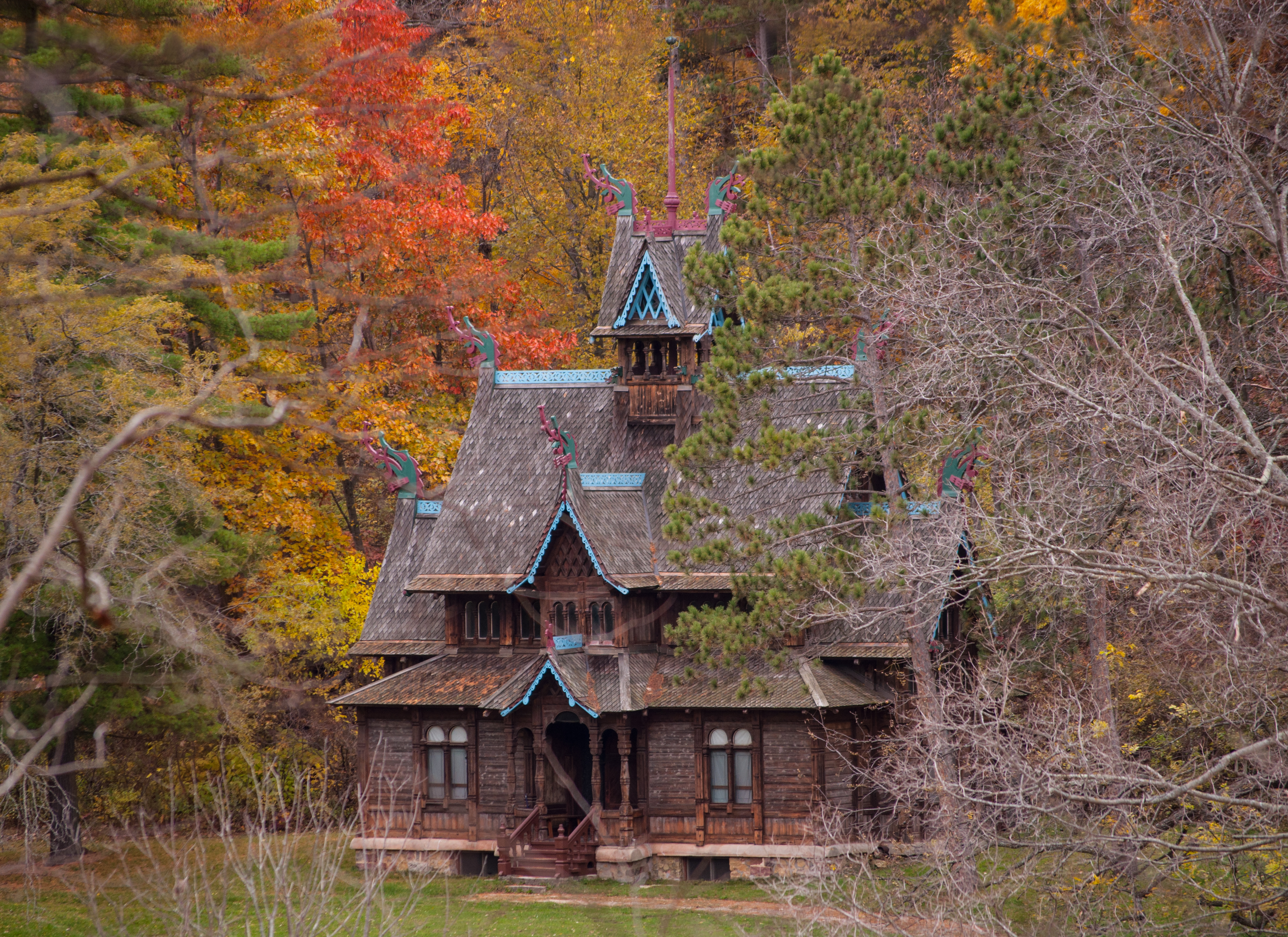
Expositiepaviljoen, gebouwd in Noorwegen en naar Chicago verscheept voor de Colombiaanse expositie van 1893; nu geplaatst in Blue Mounds
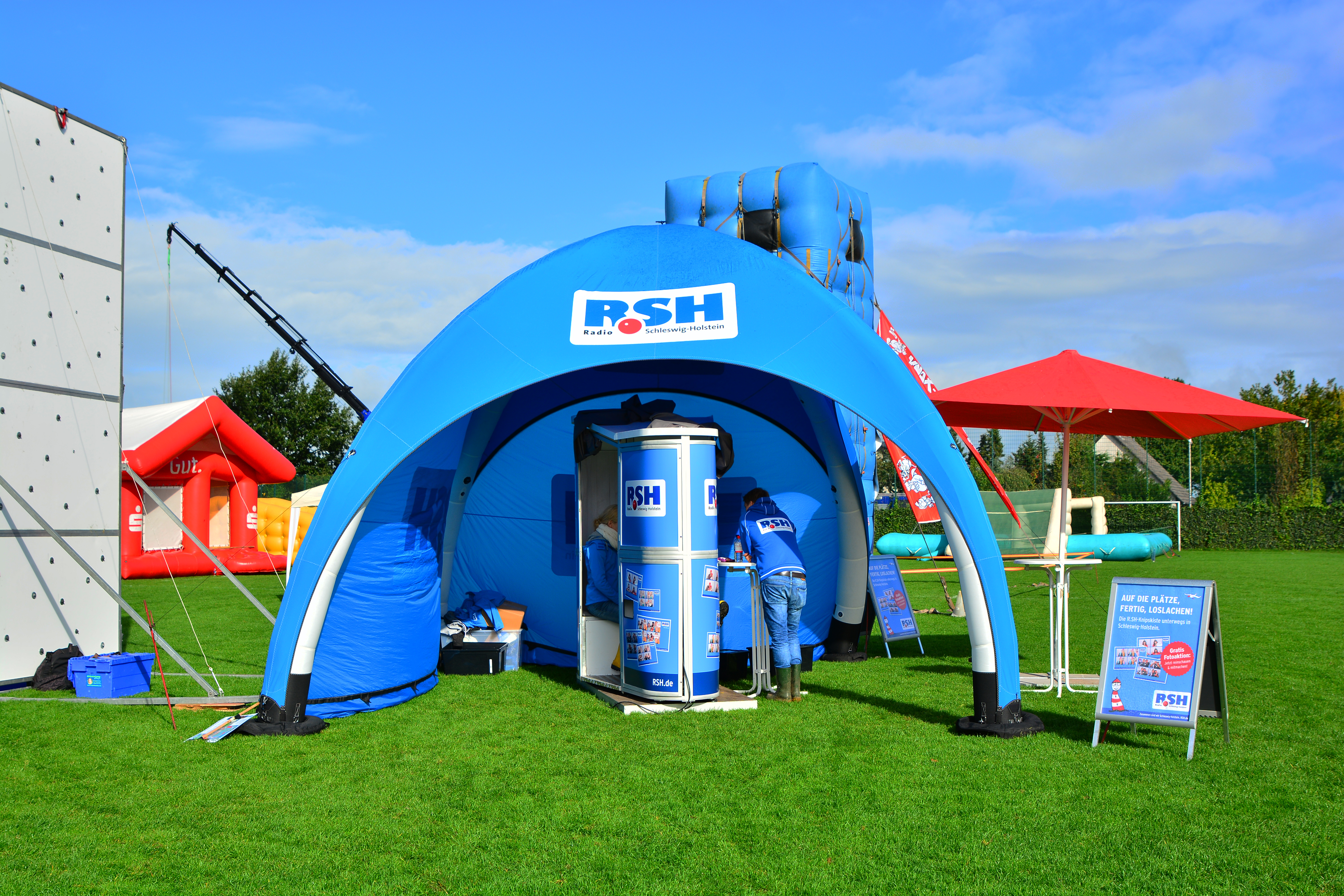
Opblaasbaar paviljoen bij het evenement Appen musiziert 2015 in Appen
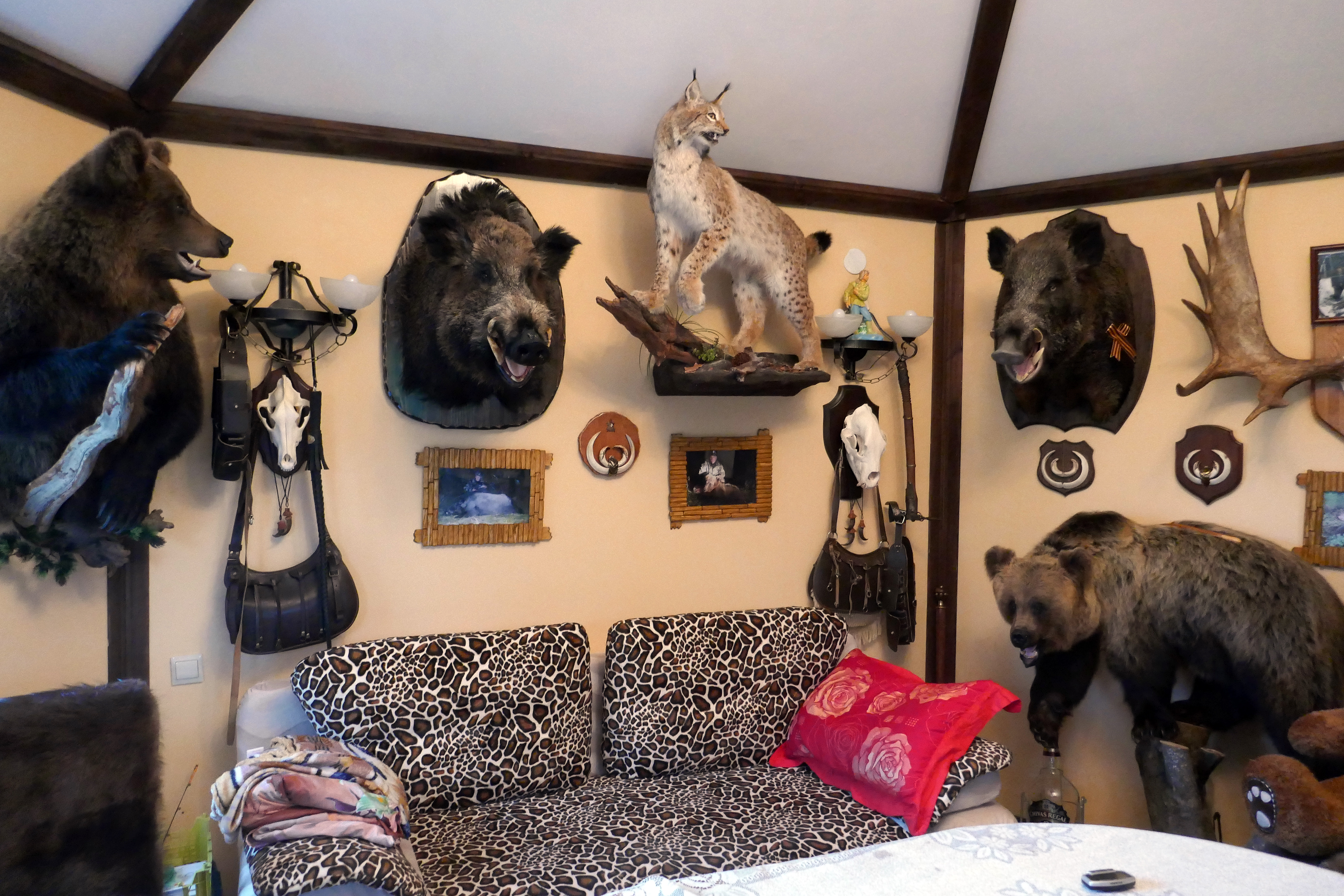
Opgezette dieren in een Russisch jachthuis in de oblast Novgorod
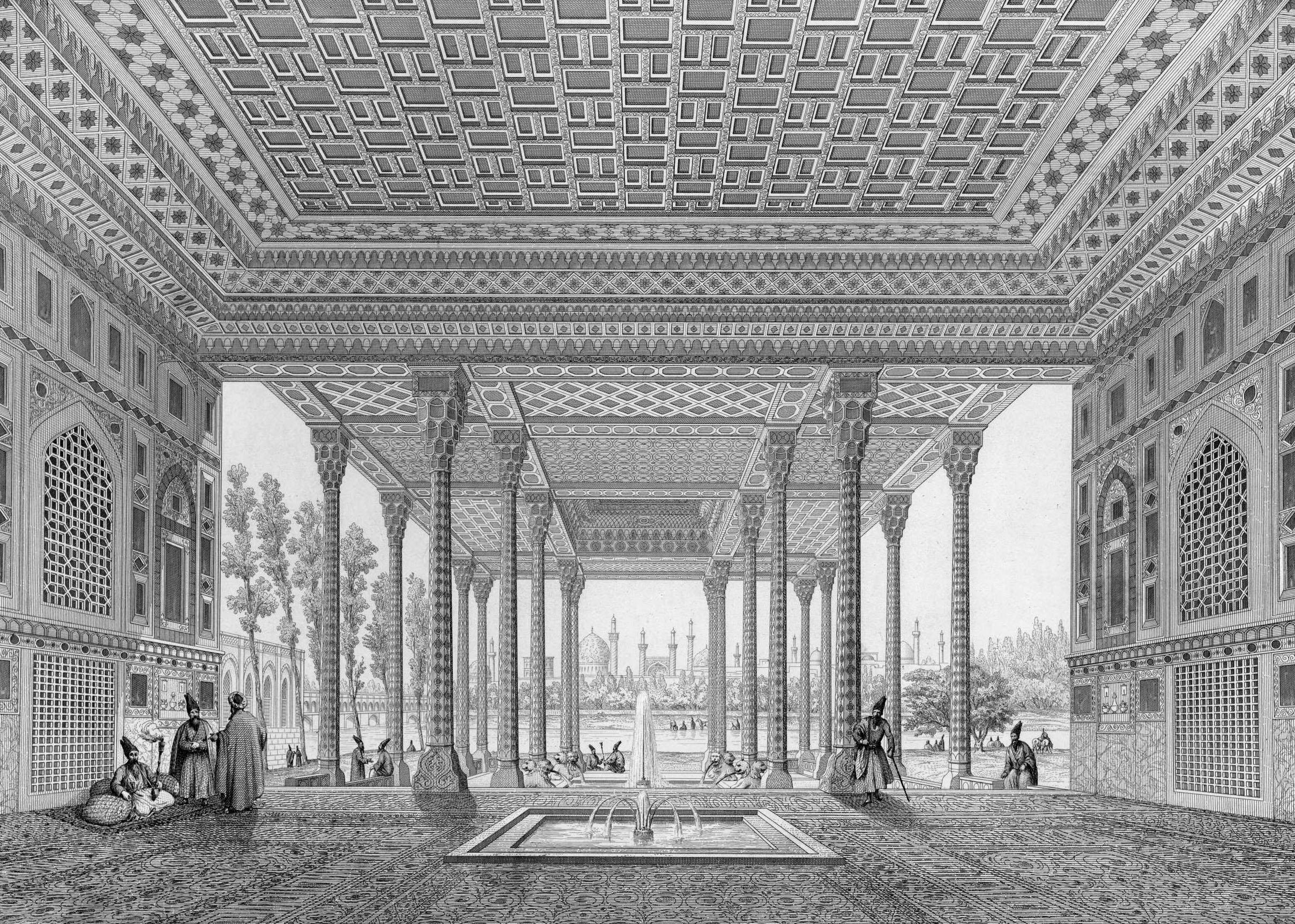
Spiegelpaviljoen in Isfahan in 1840, met zichtas op het Haftdat-paleis. De toevoeging spiegel verwijst naar weerspiegeling in de vijver, die hier niet te zien is